# Джаред Айзекман
Джаред Айзекман (англ. Jared Isaacman; нар. 11 лютого 1983, Нью-Джерсі) — американський бізнесмен, пілот і астронавт, співзасновник і генеральний директор компанії «Shift4 Payments».
Спонсор і командир екіпажу SpaceX Inspiration4, першого приватного польоту людини в космос з виключно цивільними членами екіпажу.

## Особисте життя
Народився 11 лютого 1983 року.
Дитинство Джареда Айзекмана пройшло у штаті Нью-Джерсі, де він навчався в середній школі Ridge High School в містечку Бернардс Тауншип. З 14-річного віку він почав займатися технічним обслуговуванням та ремонтом комп'ютерів. Через два роки завдяки цій роботі він отримав пропозицію повної зайнятості від одного з клієнтів, і він вирішив заради роботи кинути навчання в школі, при цьому склавши тести із загального освітнього розвитку (general educational development, GED).
2004 року Джаред почав брати уроки з льотної справи. До 2009 року він встановив світовий рекорд навколосвітньої подорожі бізнес літаком класу light jet, здійснивши політ трохи більше ніж за 62 години, майже на 20 годин швидше попереднього рекорду. Згодом отримав льотну кваліфікацію на різних військових реактивних літаках.
Джаред Айзекман одружений і має 2-х доньок.

## Кар'єра
У 2005 році Айзекман став співзасновником роздрібної компанії з обробки платежів під назвою United Bank Card, яка згодом була перейменована на Harbortouch, платіжну компанію, що базується в Пенсільванії. Він був засновником і генеральним директором і зберігав цю роль 2015 року, коли компанія була прибутковою більше десяти років з оборотом платежів понад 11 мільярдів доларів на рік між 60 000 торговцями, що приносить 300 мільйонів доларів США доходу.
2011 він створив команду Black Diamond Jet Team. Її спонсором була компанія Harbortouch.
2020 року компанія була перейменована на «Shift4 Payments», а Айзекман залишився генеральним директором. Компанія здійснювала платежі на понад 200 млрд доларів США в рік.
У 2012 році він заснував компанію Draken International, що базується у Флориді і займається підготовкою пілотів для Збройних сил США.
У лютому 2021 року Айзекман оголосив, що буде виконувати обов'язки командира SpaceX Inspiration4, першого приватного польоту людини в космос, де ніхто з людей, які перебувають на борту, не буде представником урядової установи.
Політ на космічному кораблі SpaceX Dragon, запущеному ракетою-носієм Falcon 9, був запланований не раніше четвертого кварталу 2021 року, проте розпочався раніше — 16 вересня 2021 року і успішно завершився 19 вересня 2021 року.
У лютому 2022 Айзекман придбав три пілотованих запуски у компанії SpaceX. Перша космічна місія запланована на кінець 2022 року і триватиме протягом п'яти днів. 

## Благодійництво
Джаред Айзекман планує за допомогою названого польоту SpaceX зібрати 200 мільйонів доларів для дитячої лікарні імені святого Юди в Мемфісі, штат Теннессі, що спеціалізується на лікуванні дитячих захворювань, в тому числі лейкемії та інших видів раку. Половину з цієї суми — 100 мільйонів доларів — Айзекман збирається виділити сам. AP називає це найбільшим пожертвуванням, яке зробить одна людина.

## Галерея

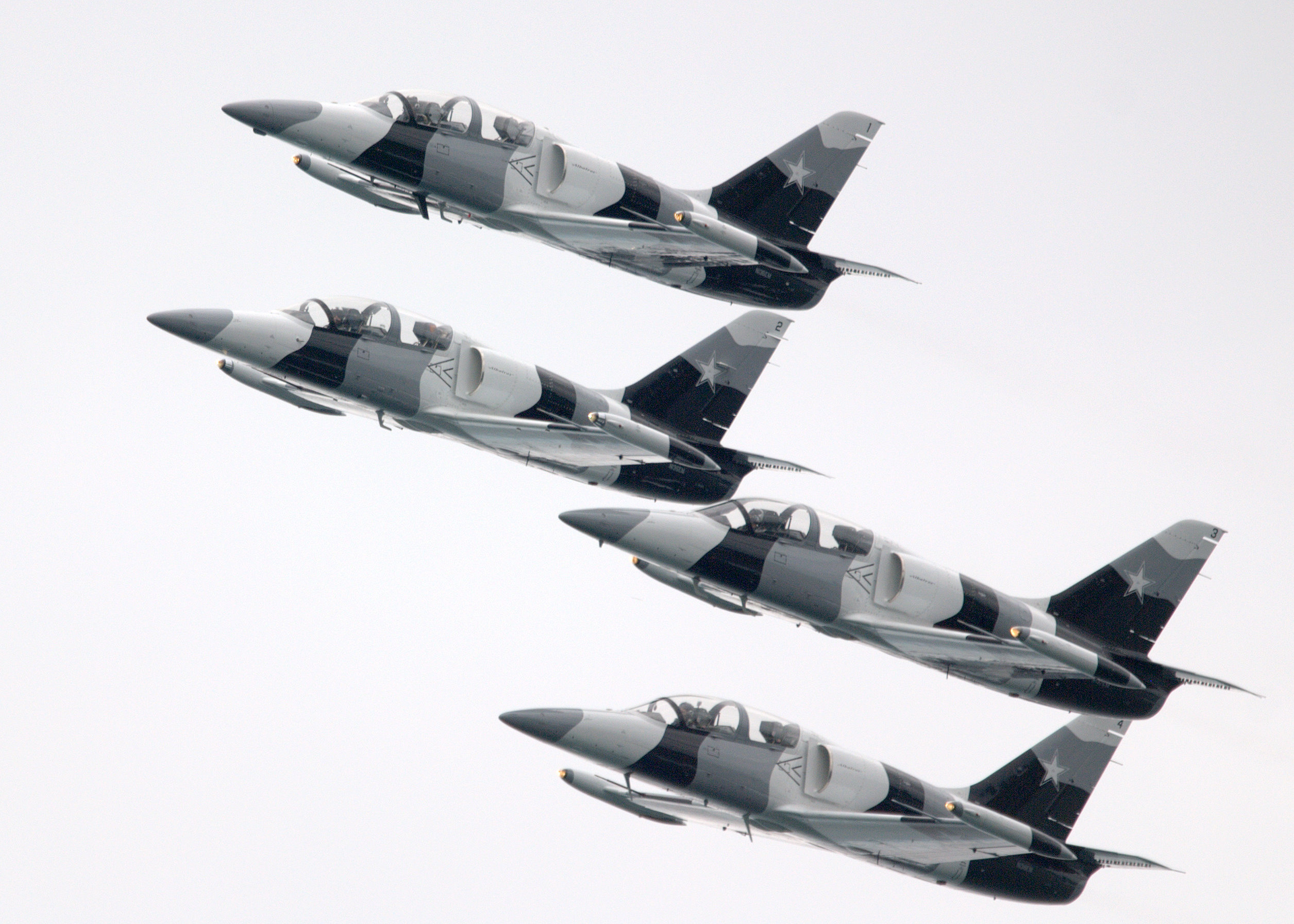
Black Diamond Jet Team на шоу в Канаді
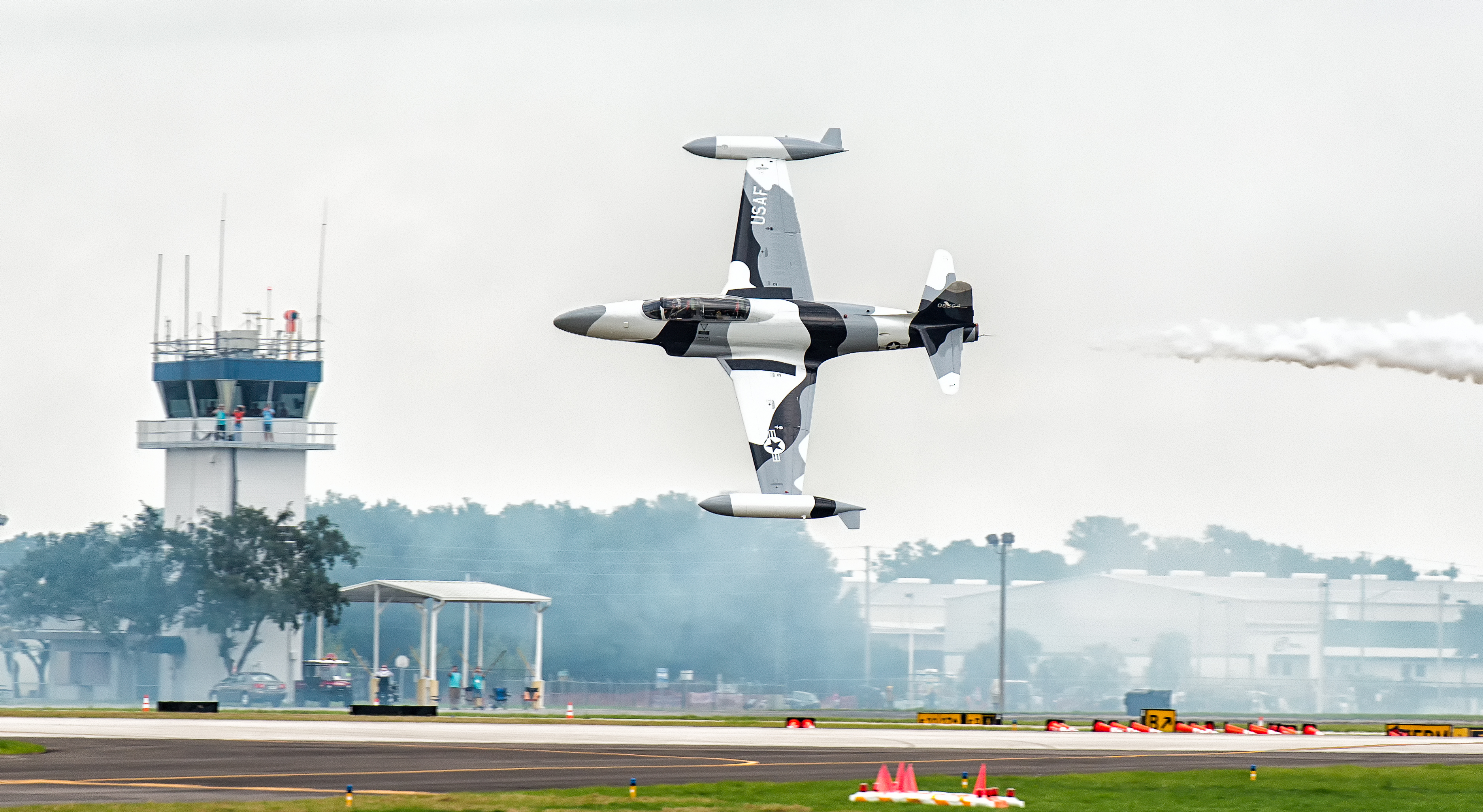
Літак команди Black Diamond Jet, що виступає на виставці Sun 'N Fun у Флориді
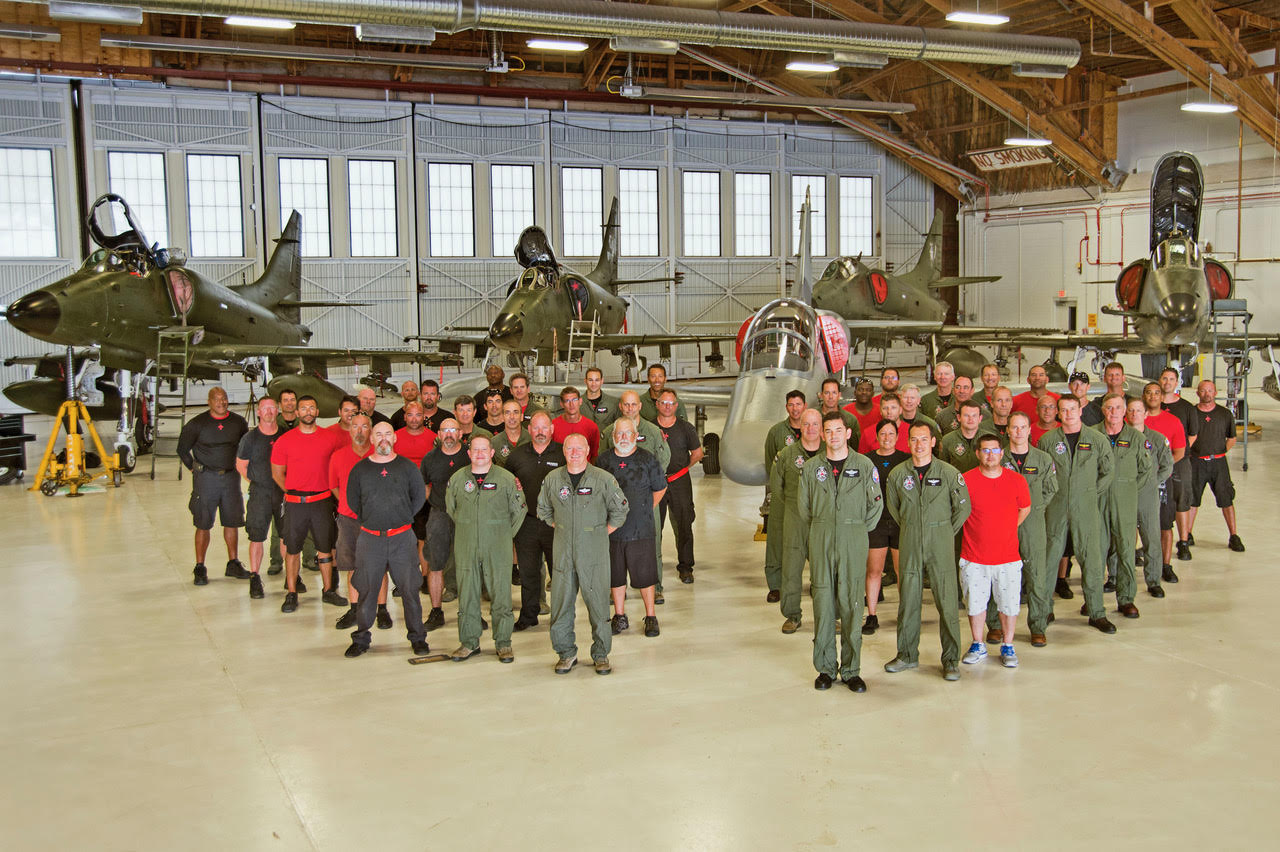
На чолі команди Draken International (на першому плані)